# Associazione Calcio Arezzo 1996-1997
Questa pagina raccoglie le informazioni riguardanti l'Associazione Calcio Arezzo nelle competizioni ufficiali della stagione 1996-1997.

## Rosa
| N. |                   | Ruolo | Calciatore          |
| -- | ----------------- | ----- | ------------------- |
|    | Italia (bandiera) | C     | Matteo Baiocchi     |
|    | Italia (bandiera) | C     | Federico Barontini  |
|    | Italia (bandiera) | D     | Omar Benatti        |
|    | Italia (bandiera) | A     | Alessio Bifini      |
|    | Italia (bandiera) | D     | Vincenzo Botticelli |
|    | Italia (bandiera) | D     | Gionata Bruni       |
|    | Italia (bandiera) | C     | Pasquale Catalano   |
|    | Italia (bandiera) | D     | Michele Coppola     |
|    | Italia (bandiera) | A     | Aldo Di Corcia      |
|    | Italia (bandiera) | P     | Di Gennaro          |
|    | Italia (bandiera) | D     | Marco Di Loreto     |
|    | Italia (bandiera) |       | Gianni              |
|    | Italia (bandiera) | A     | Gabriele Graziani   |
|    | Italia (bandiera) |       | Mambrini            |

| N. |                   | Ruolo | Calciatore              |
| -- | ----------------- | ----- | ----------------------- |
|    | Italia (bandiera) | A     | Mirko Marcucci          |
|    | Italia (bandiera) | D     | Emanuele Masini         |
|    | Italia (bandiera) | C     | Simone Martinetti       |
|    | Italia (bandiera) | C     | Maurizio Mattoni        |
|    | Italia (bandiera) |       | Micheli                 |
|    | Italia (bandiera) | C     | Lauro Minghelli         |
|    | Italia (bandiera) | C     | Andrea Miniati          |
|    | Italia (bandiera) | C     | Andrea Mosconi          |
|    | Italia (bandiera) | C     | Federico Nofri Onofri   |
|    | Italia (bandiera) | C     | Gianluca Panisson       |
|    | Italia (bandiera) | D     | Gianni Polvani          |
|    | Italia (bandiera) | D     | Valeriano Recchi        |
|    | Italia (bandiera) | A     | Massimiliano Scichilone |
|    | Italia (bandiera) | P     | Samuele Stella          |